# Alghero
Alghero (Catalaans: L'Alguer) is een stad op Sardinië, in de provincie Sassari, aan de westkust van het eiland. Ze telt 40.275 inwoners (2001).

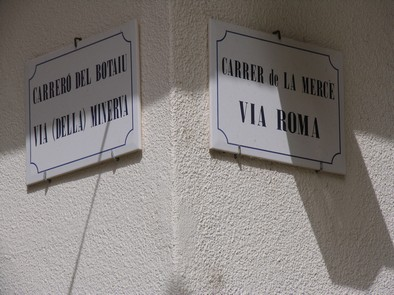
In het stadscentrum hebben de straten een Italiaanse en een Catalaanse naam, die vaak niets met elkaar te maken hebben

Een deel van de bevolking van de stad spreekt een Catalaanse variëteit: het Algherees. Dat komt doordat de opstandige bevolking van de stad in 1372 werd gedeporteerd door de Aragonese koning Pedro IV en werd vervangen door kolonisten uit Catalonië. De bevolking noemt de stad weleens "Klein-Barcelona", verwijzend naar de Catalaanse hoofdstad. De stad heeft een internationale luchthaven (Aeroporto di Alghero), die onder andere door Ryanair wordt aangedaan.

## Bezienswaardigheden
Alghero staat bekend om zijn oude stadscentrum waarvan sommige delen al uit de middeleeuwen stammen. In het stadscentrum zijn ook de oude verdedigingswerken nog duidelijk te zien. In het centrum zijn tal van nauwe straatjes en steegjes met winkeltjes en restaurantjes. Verdere bezienswaardigheden zijn:
- Kathedraal (15e eeuw)
- Torre dell'Esperò Real
- Catalaanse stadsmuur
- Klooster "San Francesco"
- Nuraghe van Palmavera
- Angelu Ruju Necropolis
- Druipsteengrotten van Neptunus

## Plaatsen in de gemeente
- Fertilia
- Guardia Grande
- I Piani
- Loretella
- Maristella
- Sa Segada
- Santa Maria La Palma
- Tramariglio
- Villassunta
- Cala Burantino

## Afbeeldingen

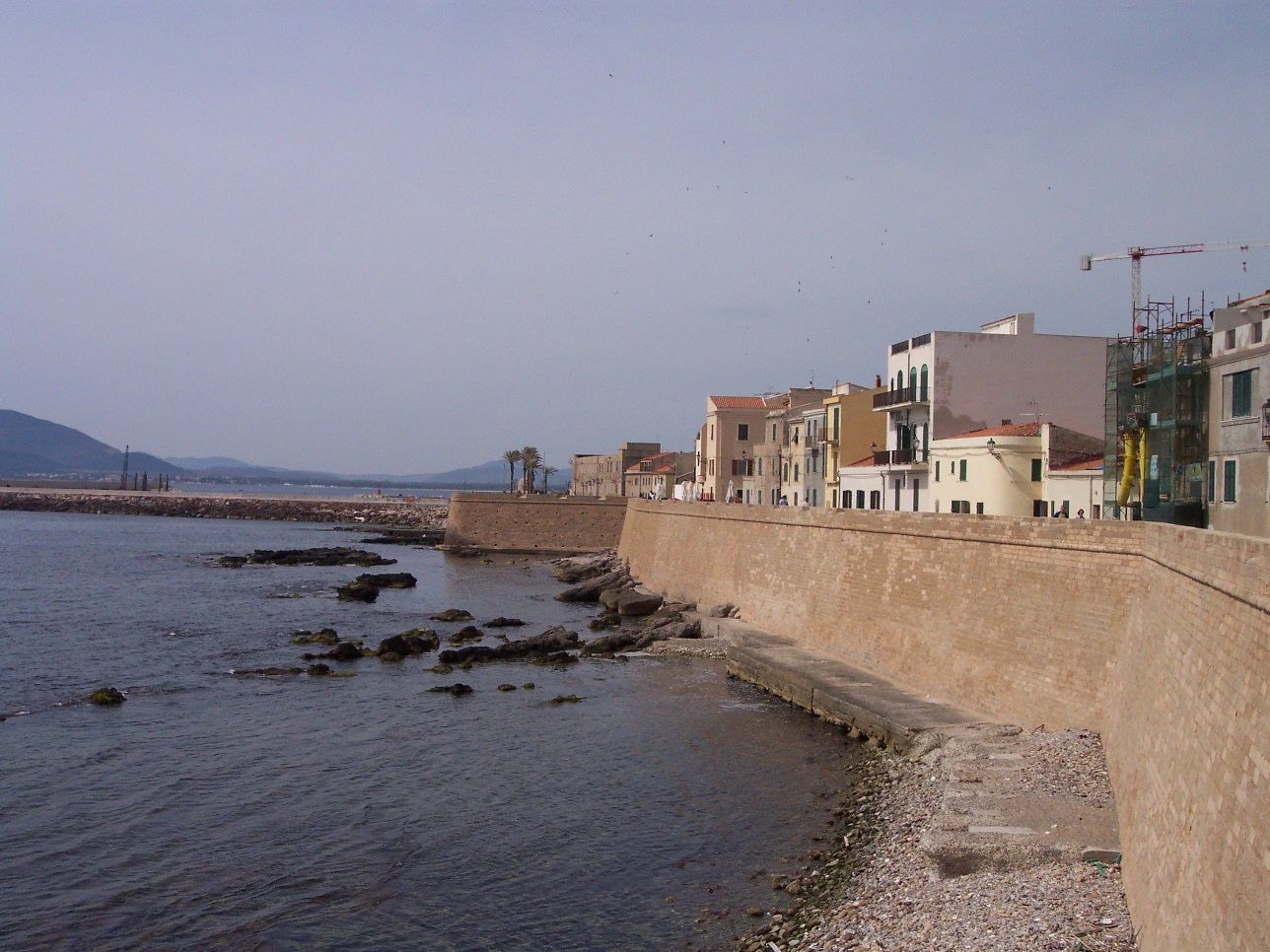
Alghero
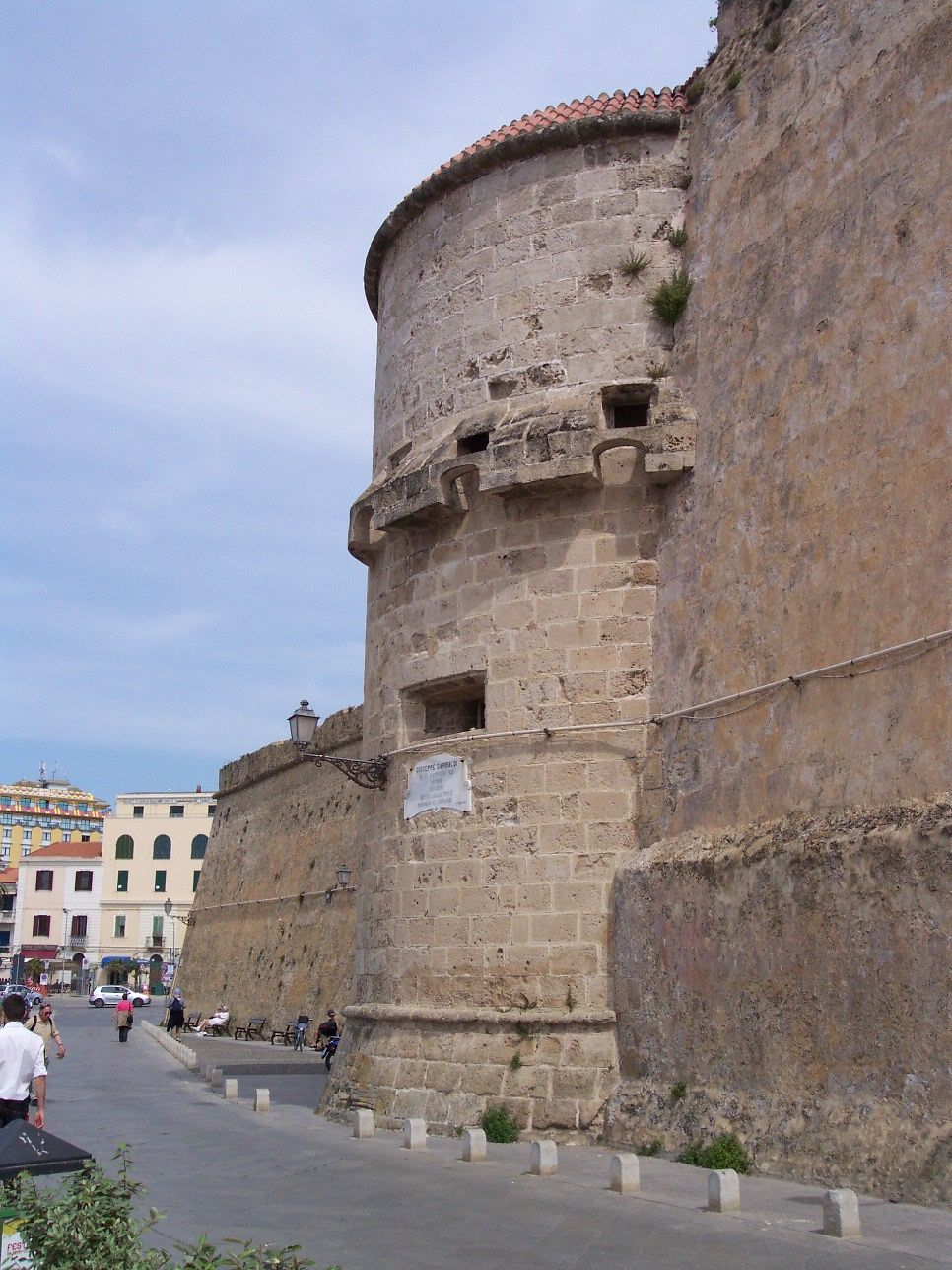
Toren van Maddalena
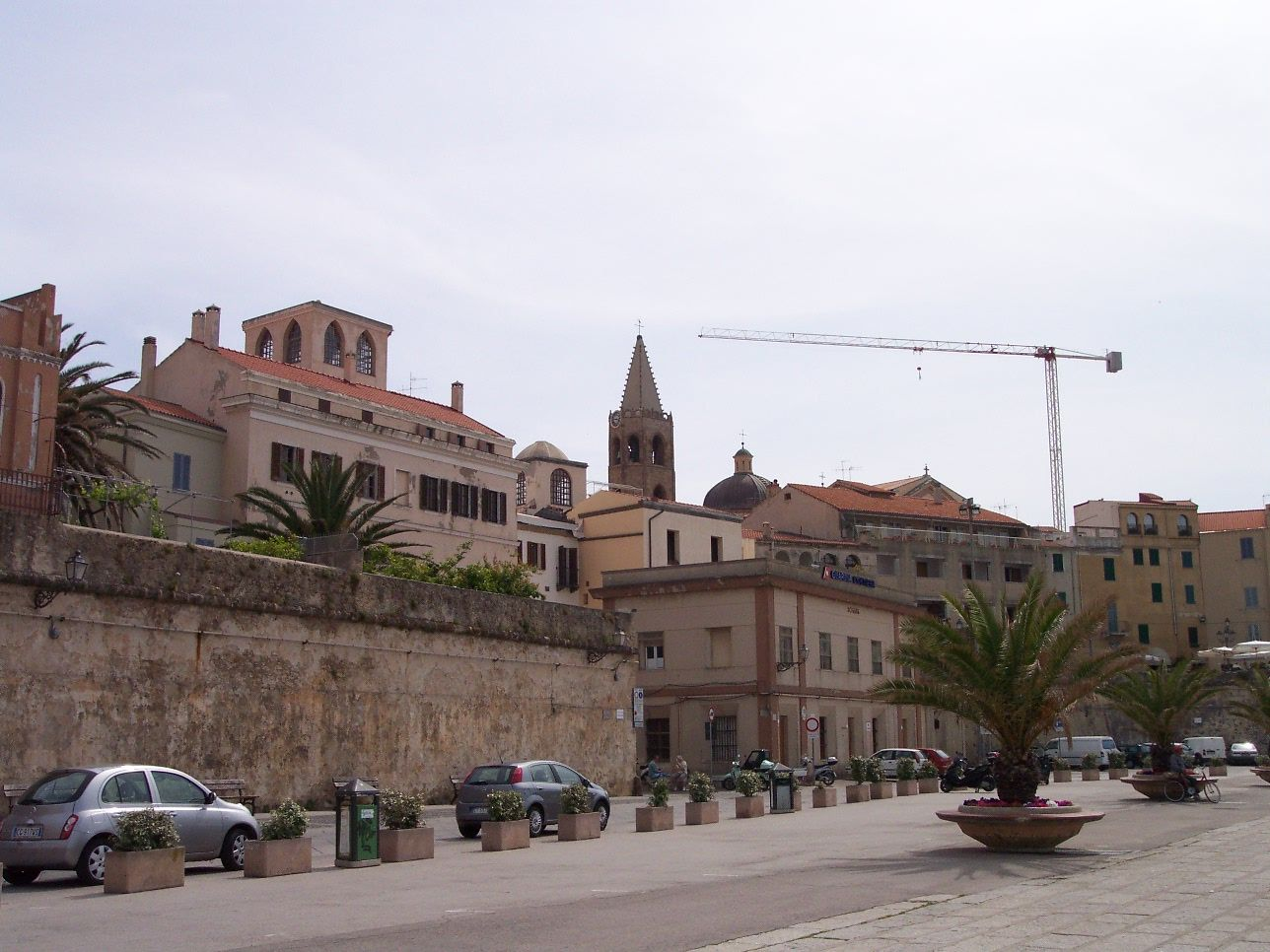
Uitzicht